# Itapevi
Itapevi is een gemeente in de Braziliaanse deelstaat São Paulo. De gemeente telt 205.881 inwoners (schatting 2009).

## Aangrenzende gemeenten
De gemeente grenst aan Barueri, Cotia, Jandira, Santana de Parnaíba, São Roque en Vargem Grande Paulista.